# Termita (mezcla reactante)

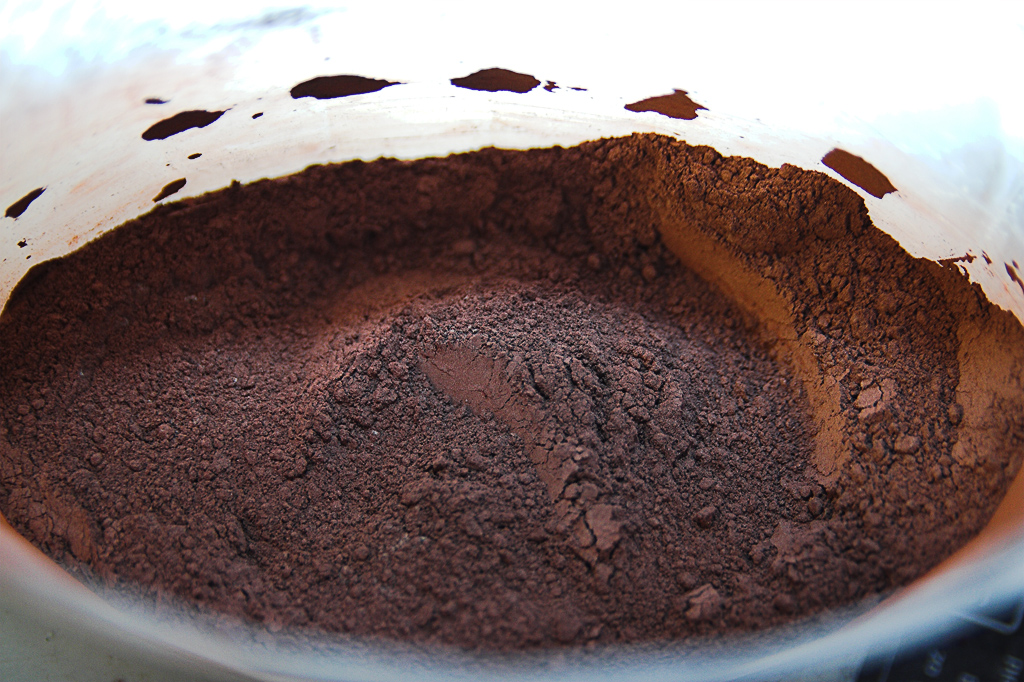
Una mezcla de termita usando óxido de hierro (III).

Termita es un tipo de composición pirotécnica de aluminio y un óxido metálico, el cual produce una reacción aluminotérmica conocida como reacción termita. 

## Historia
La termita fue descubierta en 1893 y patentada en 1895 por un químico alemán, el doctor Hans Goldschmidt. Consecuentemente, la reacción es llamada «reacción de Goldschmidt» o «proceso Goldschmidt». El doctor Goldschmidt estaba inicialmente interesado en producir metales muy puros evitando el uso de carbón en el proceso de fundición, pero pronto se percató de su utilidad en la soldadura.
La primera aplicación comercial fue soldar tramos de vías ferroviarias en Essen, en 1899.

## Reacciones químicas
El aluminio es oxidado por el óxido de otro metal, comúnmente por óxido de hierro (herrumbre). Los productos de la reacción química son óxido de aluminio y hierro elemental libre, desprendiéndose además una gran cantidad de calor. Los reactivos normalmente se pulverizan y mezclan con un aglomerante para mantener el material sólido y prevenir su separación.
2 Al +  Fe 2 O3 → Al 2 O3 + 2 Fe
La reacción es usada para la soldadura aluminotérmica, frecuentemente utilizada para unir rieles ferroviarios. Se pueden usar algunos otros óxidos metálicos, tales como óxido de cromo, para generar metal elemental. La termita cúprica se produce usando óxido de cobre (II) y es usada para crear uniones eléctricas en un proceso llamado «cadwelding».
2 Al +  3 CuO → Al 2 O3 + 3 Cu
Algunas mezclas parecidas a la termita son usadas como iniciadores pirotécnicos como en los fuegos artificiales.

## Tipos

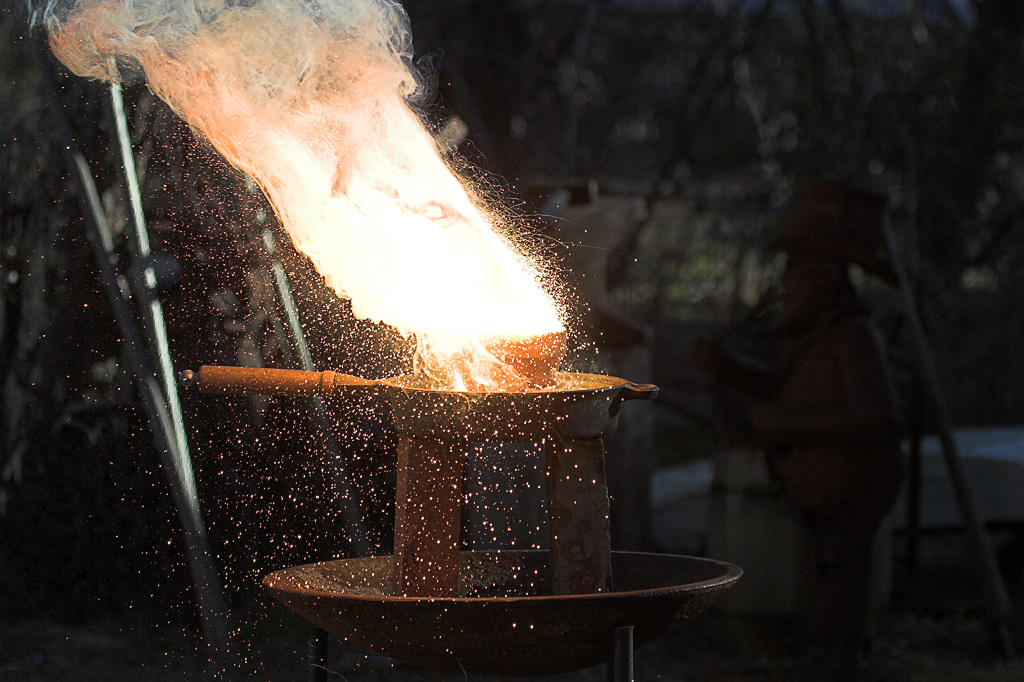
Termita reaccionando en un crisol de hierro fundido.

El óxido de hierro (Fe2O3), bien en su forma natural, hematita, o sintética (obtenida por oxidación del hierro en una atmósfera rica en dioxígeno y a altas temperaturas), es el más común y usado de los agentes oxidantes porque es barata y fácil de producir Con la magnetita (Fe3O4) también funciona. Ocasionalmente se usan otros óxidos como el dióxido de manganeso (MnO2) en la termita manganésica, Cr2O3 en la termita crómica o bien el óxido de cobre en la termita cúprica, pero solo para propósitos altamente especializados. En todos los ejemplos se usa el aluminio como metal reactivo. Los fluoropolímeros pueden ser usados en formulaciones especiales, siendo el teflón con magnesio o aluminio un compuesto común. El magnesio/teflón/vitón es de este tipo. Cuando los ingredientes están finamente divididos, confinados en una tubería y armados como un explosivo tradicional, la crio-termita es detonante y una parte del carbono liberado en la reacción emerge en forma de diamante.
En principio, cualquier metal reactivo podría ser usado en lugar del aluminio. Esto rara vez se da, sin embargo, a causa de las propiedades del aluminio que son idóneas para esta reacción. Es con diferencia el más barato de los metales altamente reactivos, y forma una capa de pasivación que lo hace más seguro de manejar que muchos otros metales reactivos. Los puntos de fusión y ebullición del aluminio también lo hacen ideal para las reacciones térmicas: su relativamente bajo punto de fusión (660 °C, 1221°F) significa que es fácil fundir el metal, así que la reacción puede ocurrir principalmente en fase líquida, avanzando así rápidamente. Al mismo tiempo, su alto punto de ebullición (2519 °C, 4566 °F) permite la reacción a muy altas temperaturas dado que algunos procesos tienden a limitar la temperatura máxima hasta justo por debajo del punto de ebullición. Tal alto punto de ebullición es común entre los metales de transición (por ejemplo, en el hierro y el cobre son de 2887 °C y 2582 °C respectivamente), pero es inusual entre metales altamente reactivos (como el magnesio y el sodio, que hierven a 1090 °C y 883 °C respectivamente).
Aunque los reactivos son estables a temperatura ambiente, arden con extrema intensidad en una fuerte reacción exotérmica cuando son calentados a temperaturas de ignición. Los productos emergen como líquidos debido a las altas temperaturas alcanzadas (por encima de 2500 °C (4500 °F) con óxido de hierro (III)), aunque la temperatura alcanzada depende de lo rápido que se escape el calor hacia el entorno. La termita contiene su propia fuente de oxígeno y no requiere de fuente alguna de aire. Consecuentemente, no puede ser sofocada y puede arder bajo cualquier ambiente, si se le proporciona el calor necesario inicial. Arde muy bien estando húmeda y no puede ser extinguida con agua. El agua en pequeñas cantidades hervirá antes de alcanzar la reacción. Si la termita es encendida bajo el agua el hierro fundido producido generará una reacción de sustitución simple liberando dihidrógeno. Este gas puede arder a su vez al combinarse con el dioxígeno del aire.

## Ignición
Las reacciones convencionales de la termita requieren muy altas temperaturas de iniciación. Esto no puede lograrse con pólvora negra, nitrocelulosa, ni con ningún iniciador pirotécnico ni con otras sustancias que arden. Incluso cuando la termita está caliente al rojo vivo no encenderá; más bien deberá estar al rojo blanco para iniciarse la reacción. Es posible comenzar la ignición usando un soplete de propano si se hace correctamente. El soplete puede precalentar la pila entera de termita, la cual puede hacer explosión en lugar de quemarse lentamente cuando finalmente alcanza la temperatura de ignición.
Frecuentemente se usan tiras de magnesio como iniciadores. Puesto que los metales arden sin liberar gases de enfriamiento, tienen potencial para arder a temperaturas extremas. Los metales reactivos como el magnesio pueden alcanzar temperaturas suficientemente altas para iniciar la reacción de la termita. Sin embargo, este método es muy poco fiable: el magnesio en sí mismo es difícil de encender, y en condiciones húmedas y de aire la tira puede sofocarse. Además, las tiras no contienen su propia fuente de oxígeno, así que la combustión no ocurre a menos que estén expuestas al aire. Un peligro significativo en el manejo del magnesio es el hecho de que el metal es un excelente conductor del calor; calentar un extremo de la tira de magnesio puede ocasionar que se transmita el calor al otro extremo causando una ignición prematura de la termita. A pesar de estos riesgos, la ignición con magnesio permanece como uno de los más populares métodos de ignición entre los usuarios no profesionales de la termita, principalmente porque es fácil de obtener.
La reacción entre el permanganato de potasio y la glicerina es usada como una alternativa al método del magnesio. Cuando estas dos sustancias se mezclan, comienza una reacción espontánea incrementando la temperatura de la mezcla lentamente hasta que se producen flamas. El calor liberado por la oxidación de la glicerina es suficiente para iniciar la reacción de la termita. Sin embargo este método es poco práctico ya que el retraso entre mezcla e ignición puede variar demasiado debido a factores como el tamaño de las partículas y la temperatura ambiente.
Otra forma de iniciar la reacción, usada por los aficionados, es el uso de luces de bengala incandescentes para iniciar la reacción. Estas alcanzan las temperaturas de 1500 °C y proporcionan el tiempo suficiente antes del punto de ignición. No obstante, éste es un método peligroso, ya que las chispas de hierro, como el magnesio, arden a miles de grados de temperatura y pueden desatar la reacción incluso antes de que la bengala misma haga contacto con la mezcla. Esto es especialmente peligroso en el caso de que la termita esté finamente pulverizada.
De manera similar, la termita finamente pulverizada puede ser encendida por un encendedor de fricción (encendedor convencional, o para soldadura oxiacetilénica), puesto que las chispas son metal ardiente (en este caso los metales altamente reactivos lantano y cerio pertenecientes a las tierras raras). Por tanto es inseguro usar un encendedor de fricción cerca de la termita.
Si la termita se coloca en un recipiente metálico encima de bloques de hielo, puede producirse una explosión.
Una mezcla estequiométrica de polvo fino de óxido de hierro y aluminio puede encenderse usando fósforos rojos (cerillas), sumergiendo parcialmente la cabeza de uno en la mezcla y encendiéndola con otro usando pinzas y guantes para evitar quemaduras súbitas.

## Seguridad
El uso de la termita es peligroso debido a las temperaturas extremadamente altas que produce y al hecho de que es casi imposible sofocar la reacción una vez iniciada. Deben tomarse todas las precauciones apropiadas antes de encender la termita. La reacción libera radiación ultravioleta, peligrosa para la vista, por lo que debe evitarse el mirar la reacción directamente o debe usarse una protección especial como una máscara de soldador. La termita no debe usarse cerca de materiales inflamables, ya que se pueden liberar pequeñas cantidades de hierro fundido durante la reacción, que pueden viajar distancias considerables y derretir contenedores de metal, incendiando sus contenidos. Adicionalmente, los metales inflamables con un punto de fusión relativamente bajo tales como el zinc, cuyo punto de ebullición de 907 °C (1665 °F) está unos 1370 °C (2500 °F) por debajo de la temperatura a la cual la termita funde, deben mantenerse alejados de ella debido a que el contacto con tales metales podría hacer hervir el metal supercalentado de manera violenta en el aire, en donde podrían arder en llamas al estar en presencia de oxígeno.
Debe evitarse estrictamente precalentar la termita antes de su ignición. El precalentamiento puede ocurrir accidentalmente al dejar caer una pila nueva de termita sobre una recientemente encendida. Al encenderla, la termita precalentada puede arder casi instantáneamente, liberando mucha más energía de la normal, pudiendo causar quemaduras y daños a la vista incluso a lo que podría ser normalmente una distancia de seguridad razonable. La termita debe de ser usada con cuidado al soldar tuberías o similares con cavidades que alberguen aire, ya que la expansión térmica de los gases puede causar que estallen. Generalmente la ignición de la termita debe hacerse de forma que dé tiempo a los individuos cercanos al área a moverse hasta una distancia segura antes de que comience a arder. Al igual que con cualquier otro compuesto pirotécnico, la termita que no está siendo usada en una tarea particular debe mantenerse alejada del sitio de ignición. Cuando es manipulada de manera correcta por personal propiamente entrenado, la termita suele ser razonablemente segura.
La reacción termita puede ocurrir espontáneamente de manera accidental en lugares industriales en donde se practican cortes o abrasión de metales ferrosos. El uso de aluminio en esta situación produce una mezcla de óxidos que pueden provocar una reacción violentamente explosiva.

## Usos militares
Las granadas de termita son usadas como dispositivos incendiarios para destruir rápidamente equipo enemigo. También son usadas por fuerzas aliadas para destruir sus propios equipos cuando están en peligro inminente de ser capturados. Debido a la dificultad de encender la termita de hierro estándar, unida al hecho de que arde prácticamente sin llama y a su pequeño radio de acción, es raramente usada en sí misma como un compuesto incendiario. Se emplea más comúnmente con otros ingredientes para elevar sus efectos incendiarios. El Thermate-TH3 es una mezcla de termita y aditivos pirotécnicos, los cuales se han demostrado superiores a la termita estándar para propósitos incendiarios. Su composición en peso es generalmente 68.7 % de termita, 29 % nitrato de bario, 2 % de azufre y 0.3 % de aglomerante. La adición de nitrato de bario incrementa los efectos térmicos, creando llamas ardientes y reduciendo significativamente la temperatura de ignición. Aunque el propósito primario del Thermate-TH3 es como elemento incendiario, puede soldar y unir superficies metálicas.
Un uso militar clásico de la termita es desmantelar piezas de artillería y ha sido usada para este propósito desde la Segunda Guerra Mundial. La termita puede inutilizar permanentemente piezas de artillería sin el uso de cargas explosivas y por tanto se puede usar con cierto sigilo. Hay diversas maneras de hacerlo. El método más destructivo es soldar el arma arrojando una o más granadas de termita en la recámara, cerrándola rápidamente. Ello hace imposible que el arma sea recargada. Un método alternativo es insertar una granada por la boca del arma, inutilizando el cañón. Otro método más es usar la termita para soldar el mecanismo de elevación del arma, haciendo imposible que apunte correctamente.
La termita fue usada por el EJE y los Aliados durante la Segunda Guerra Mundial. Las bombas incendiarias usualmente consistían en docenas de bombas puestas en racimo, llenas con proporciones pequeñas de termita encendidas por magnesio. Las bombas destruyeron ciudades enteras debido al fuego violento que resultaba de su uso. Las ciudades con construcciones de madera eran especialmente susceptibles. Aquellas bombas incendiarias eran usadas primordialmente durante los bombardeos nocturnos. Las bombas estratégicas eran difíciles de usar por la noche, lo que creó la necesidad de destruir objetivos sin la necesidad de tener precisión.

## Usos civiles

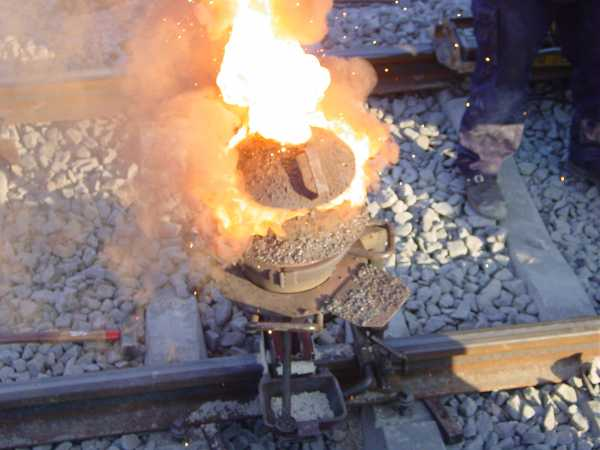
Termita reaccionando para soldar un riel ferroviario. Después de esto el hierro líquido fluye dentro del molde alrededor del perfil de la vía.

La reacción de termita puede tener diversos usos. Fue usada originalmente para reparar y soldar in situ ruedas de ferrocarril  (soldadura aluminotérmica) en donde la reparación puede tener lugar sin quitar la pieza de su ubicación original. Puede ser usada para el corte rápido o soldadura de rieles sin requerir de equipo pesado.
A la reacción de la termita, cuando se usa para la purificación de menas, se le conoce como proceso termita o reacción aluminotérmica. Una adaptación de la reacción, usada para la obtención de uranio puro, fue desarrollada como parte del Proyecto Manhattan en el Laboratorio Ames bajo la dirección de Frank Spedding. Algunas veces es denominado Proceso Ames.
Cuando la termita es producida usando óxido de hierro (III), para mayor eficiencia debe tener en masa 25.3 % de aluminio y 74.7 % de óxido de hierro. (Esta mezcla es vendida bajo el nombre comercial de Thermit como fuente de calor para soldar). La fórmula completa para la reacción usando óxido de hierro (III) es la siguiente:
{\displaystyle {\rm {Fe_{2}O_{3}{\rm {+2{\rm {Al\rightarrow {\rm {Al_{2}O_{3}{\rm {+2{\rm {Fe}}}}}}}}}}}}}
ΔH = −851.5 kJ/mol
Cuando la termita es producida con magnetita, para una máxima eficiencia debe contener en masa 23 % de aluminio y 76.3 % de óxido de hierro. La fórmula de la reacción usando magnetita es:  
{\displaystyle 3{\rm {Fe_{3}O_{4}{\rm {+8{\rm {Al\rightarrow 4{\rm {Al_{2}O_{3}{\rm {+9{\rm {Fe}}}}}}}}}}}}}
ΔH = −3347.6 kJ/mol
Una versión modificada de este proceso (realizado en una atmósfera inerte) puede ser usada para producir varias aleaciones; generalmente la mezcla es encendida eléctricamente en ese caso. Esto ha sido usado para preparar aleaciones de níquel-aluminio entre otras.
La termita cúprica, bajo el nombre comercial de CADWeld, es usada para unir alambres de cobre para formar conexiones eléctricas.

## Variantes
- Termate.

- Nanotermita.[18]